# Musique latine
Pour les articles homonymes, voir Latin (homonymie).
Ne doit pas être confondu avec Musique latino-américaine.
Musique latine est un terme utilisé par l'industrie musicale pour classer les différents styles musicaux de l'Amérique ibérique, qui englobe l'Amérique latine, l'Espagne, le Portugal et la population latino du Canada et des États-Unis, ainsi que la musique chantée en espagnol et en portugais,,,,,,,.

## Terminologie
Parce que la majorité des immigrants latinos vivant à New York dans les années 1950 étaient d'origine portoricaine ou cubaine, la « musique latine » avait été stéréotypée comme une musique provenant simplement des Caraïbes espagnoles. La popularisation de la bossa nova et des sons d'influence mexicaine d' Herb Alpert dans les années 1960 n'a guère changé l'image perçue de la musique latine. Depuis lors, l'industrie de la musique classe toute la musique chantée en espagnol, italien ou en portugais comme musique latine, y compris les musiques d'Espagne et du Portugal.
Ce néologisme d'origine nord-américaine laisse croire qu'il existe un genre de musique particulier à l'ensemble des pays situés au Sud des États-Unis, qui inclurait à la fois des musiques traditionnelles, des musiques métissées et des chansons de variété ou pop rock interprétées par des artistes locaux ou originaires de ces pays.
Le terme de « musique latine » désigne également des musiques andines (donc essentiellement d'origine pré-hispanique) et des musiques « tropicales », dont les rythmes ne sont pas « latins » mais essentiellement d'origine africaine, comme la musique jamaïcaine, la musique de Trinidad (calypso/soca), et la musique créole d'Haïti, de Guadeloupe ou de Martinique. Pour la radio et une large partie du « grand public », la « musique latine » est essentiellement celle de ces artistes, mais chez les disquaires, elle peut regrouper d'autres genres en vogue ou des musiques plus traditionnelles. Certains magasins, y compris sur Internet, proposent des rayons ou des bacs spécifiques pour certains genres de musique latine particuliers (salsa, tango, musique brésilienne, musique andine, etc.), et regroupent tout le reste dans un bac ou un rayon « musique latine ».
Pour ces raisons, le terme musique latino-américaine est plus approprié et précis que le néologisme musique latine. Le terme de « musique latino-américaine » est aussi utilisé en musique classique pour qualifier les compositions créées en Amérique latine pendant la période coloniale (XVIIe – XIXe siècle apr. J.-C.).

## Histoire

### Origines

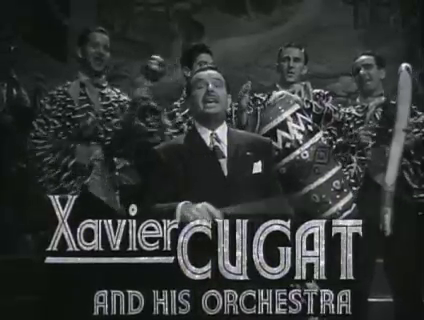
Xavier Cugat (1944).

L'Espagnol Xavier Cugat popularise les rythmes et la musique latine auprès du public américain par le biais de ses divers groupes au cours des années 1930 et 1940,. La propagande pour la Good Neighbour Policy des États-Unis (visant à convaincre les Américains des avantages des relations des États-Unis avec les pays d'Amérique latine), l'utilisation dans les films hollywoodiens et la participation limitée des pays d'Amérique latine à la Seconde Guerre mondiale entraînent une augmentation de la popularité de la « musique latine » dans les années 1940 et 1950,. Le boléro, le cha-cha-cha, la ranchera et le mambo sont populaires dans ces années-là. Des musiciens tels que le Cubain Pérez Prado, l'Américain d'origine mexicaine Andy Russell ou l'Américain d'origine portoricaine Tito Puente se sont illustrés dans les années 1950,,.

### Années 1960–1980
Au début des années 1960, la bossa nova brésilienne est devenue populaire. Avec l'essor de la musique rock, les artistes latino-américains ou d'origine latino-américaine aux États-Unis commencent à expérimenter de nouveaux styles. Au cours des années 1970, la salsa est devenue le genre tropical dominant grâce à la maison de disques américaine Fania Records, qui popularise la musique du Panaméen Rubén Blades, du Portoricain Héctor Lavoe et de la Cubaine Celia Cruz. Du milieu à la fin des années 1970, la ballade romantique s'impose sur le marché musical américain avec des chanteurs tels que l'Espagnol Julio Iglesias, Raphael et Camilo Sesto. Au cours des années 1980, la ballade romantique est dominante avec des chanteurs tels que le Mexicain Juan Gabriel, le Brésilien Roberto Carlos ou le Vénézuélien José Luis Rodríguez. La salsa perd de son attrait et son style musical évolue vers un tempo plus lent, mettant davantage l'accent sur des paroles romantiques. C'est ce qu'on appelle l'ère de la salsa romantique.

### Depuis les années 1990
Le tex-mex devient le genre le plus important et l'un des genres musicaux à la croissance la plus rapide aux États-Unis. Le 10 janvier 1990, EMI Latin achète Cara Records de Bob Grever (en), marquant ainsi le début de l'âge d'or de la musique tex-mex. La popularité du tex-mex monte en flèche, le genre ayant transformé les stations de radio en stations de tex-mex, ce qui attire l'attention des labels discographiques à travers les États-Unis, désireux d'élargir leur liste. Les journalistes considèrent souvent que son apogée a pris fin le 31 mars 1995, lorsque la Mexico-Américaine Selena a été tuée par balle. Au milieu des années 1990, le tex-mex est remplacé par la pop latino en tant que genre musical latino dominant aux États-Unis.